# Крашевский, Ярослав Станиславович
Яросла́в Станисла́вович Краше́вский (род. 16 марта 2004, Москва) — российский футболист, защитник клуба «Пари Нижний Новгород».

## Клубная карьера
Родился в Москве.
Футболом начал заниматься в московской школе «Юный Динамовец». В апреле 2016 года перешёл в академию московского «Спартака».
22 июля 2023 года на правах аренды присоединился к «Енисею». 30 июля 2023 года в матче Первой лиги против «Тюмени» дебютировал в профессиональном футболе.
22 февраля 2024 года был арендован клубом «Ротор». В сезоне 2023/24, одержав победу в стыковых матчах вышел в Первую лигу.
2 августа 2024 года в качестве свободного агента перешёл в дзержинский «Химик».
11 января 2025 года пополнил состав клуба «Пари Нижний Новгород». 12 апреля 2025 года в матче против московского «Динамо» дебютировал в РПЛ.

## Карьера в сборной
В период с 2019 года по 2021 год вызывался в юношеские сборные России, в составе которых суммарно провёл 14 матчей и забил 1 гол.
В июне 2023 года был вызван в сборную России (до 21 года). 15 июня 2023 года в матче против сборной Беларуси (до 21 года) дебютировал в её составе.

## Статистика выступлений
| Выступление       | Выступление       | Выступление      | Лига | Лига | Кубки | Кубки | Стыковые матчи | Стыковые матчи | Итого | Итого |
| Клуб              | Лига              | Сезон            | Игры | Голы | Игры  | Голы  | Игры           | Голы           | Игры  | Голы  |
| ----------------- | ----------------- | ---------------- | ---- | ---- | ----- | ----- | -------------- | -------------- | ----- | ----- |
| → Енисей          | Первая лига       | 2023/24          | 7    | 0    | 1     | 0     | —              | —              | 8     | 0     |
| → Енисей          | Итого             | Итого            | 7    | 0    | 1     | 0     | —              | —              | 8     | 0     |
| → Ротор           | Вторая лига («А») | 2023/24          | 15   | 0    | 0     | 0     | 1              | 0              | 16    | 0     |
| → Ротор           | Итого             | Итого            | 15   | 0    | 0     | 0     | 1              | 0              | 16    | 0     |
| Химик (Дзержинск) | Вторая лига («А») | 2024/25          | 14   | 0    | 2     | 0     | —              | —              | 16    | 0     |
| Химик (Дзержинск) | Итого             | Итого            | 14   | 0    | 2     | 0     | —              | —              | 16    | 0     |
| Пари НН           | РПЛ               | 2024/25          | 4    | 0    | 0     | 0     | 2              | 0              | 6     | 0     |
| Пари НН           | РПЛ               | 2025/26          | 1    | 0    | 2     | 0     | —              | —              | 3     | 0     |
| Пари НН           | Итого             | Итого            | 5    | 0    | 2     | 0     | 2              | 0              | 9     | 0     |
| Всего за карьеру  | Всего за карьеру  | Всего за карьеру | 41   | 0    | 5     | 0     | 3              | 0              | 49    | 0     |